# MDCK細胞

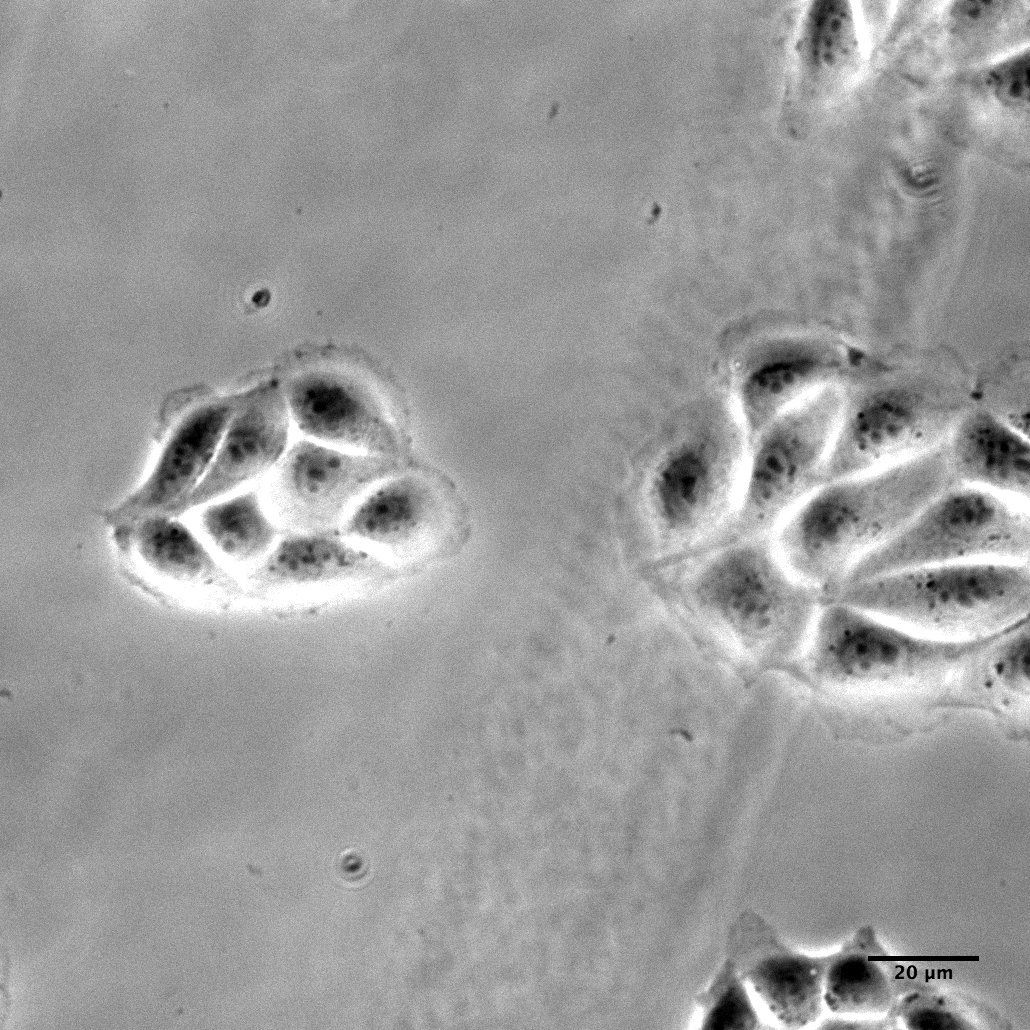
在塑料上以2D細胞培養形式培養的MDCK細胞，所形成的典型菌落。由於細胞與細胞之間的連接，細胞成為緊密的集落。這正是上皮細胞的標誌。

MDCK細胞 (Madin-Darby Canine Kidney cells) 是應用於生物醫學研究中作為模型的哺乳動物細胞系。MDCK細胞常用於各種細胞生物學研究，包括細胞極性、粘附連接、細胞運動，以及對生長因子的反應。它是少數適合3D細胞培養和分支形態發生 (branching morphogenesis) 的細胞培養模型之一。

## 歷史
1958年，SH Madin和NB Darby首次從成年雌性美國可卡犬的腎小管中分離出一種上皮細胞，以他們的名稱將此細胞系命名，並且新的細胞系主要用作哺乳動物細胞病毒感染的模型。實際上，他們先前已經成功感染了其他哺乳動物的腎小管衍生細胞。從該組織中分離和培養細胞的最初目標並不是發明一個新的模型系統。
直到1970年，Zbynek Brada的實驗室才發表將MDCK細胞描述為具有腎小管上皮細胞標誌的代表性細胞系的研究報告，得出此結論主要是基於MDCK細胞形成的單細胞層流體運輸活動、其頂端上的表面存在着微絨毛，以及以3D細胞培養的方式成長為空心球 (hollow spheres) 時，MDCK細胞表露出來的自組織能力。該報告的作者推測MDCK細胞形成的組織型表達 (即能使人聯想起其原始組織的結構) 可以有效地應用於其他組織的研究。1980年代，有研究細胞運動性的生物學家發現了在MDCK細胞培養物中，具有有趣且可複制的散射反應。培養物中的上皮細胞通常以緊密的簇狀形式生長，然而將其在暴露於3T3細胞等間充質幹細胞分泌的散射因子後，它們可能被誘導破壞細胞與細胞間的接觸，並且細胞形態變得細長。